# Tirem (Ciruas)
Tirem is een bestuurslaag in het regentschap Serang van de provincie Banten, Indonesië. Tirem telt 4463 inwoners (volkstelling 2010).